# Obsługa naziemna

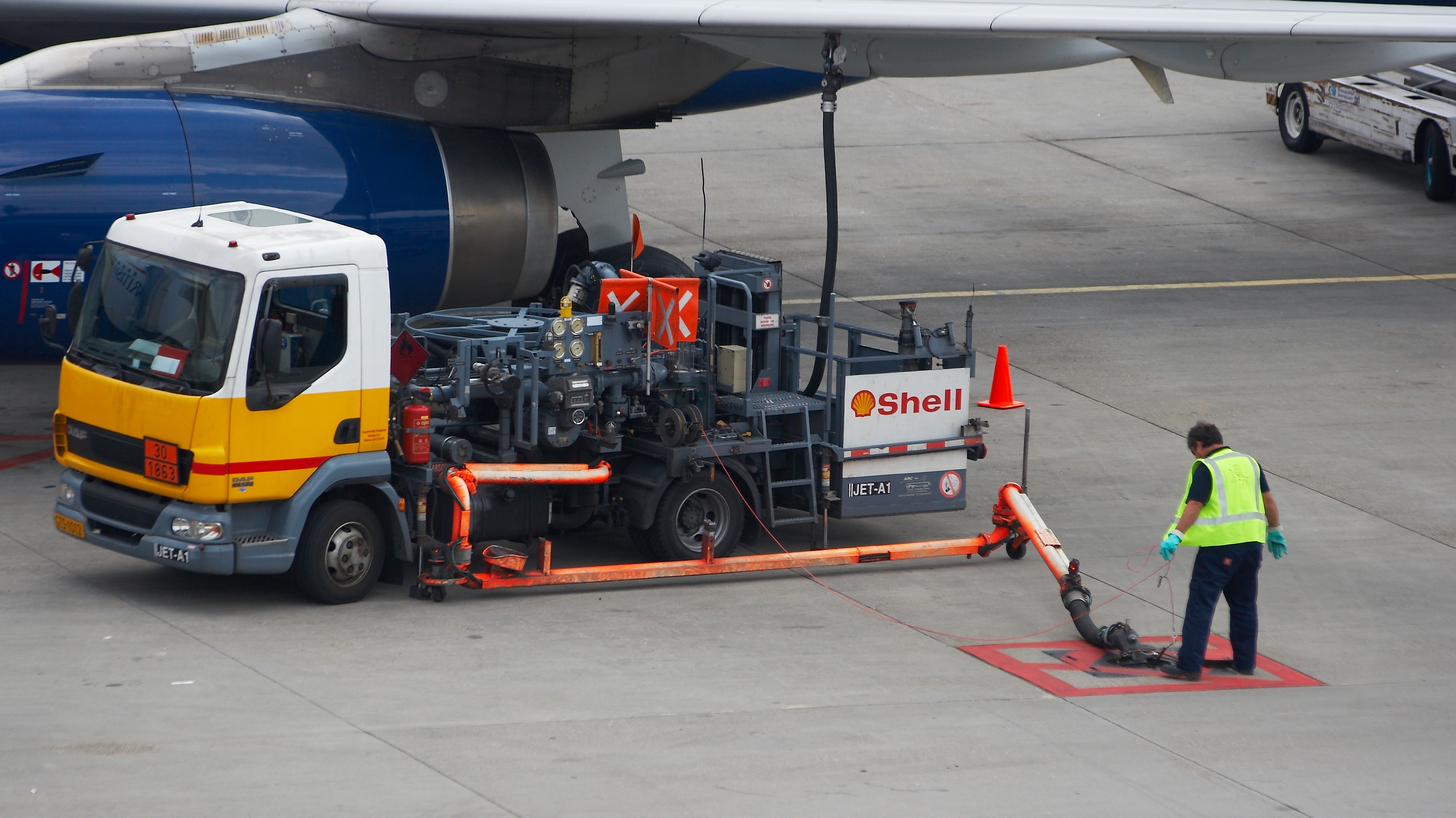
Tankowanie samolotu British Airways

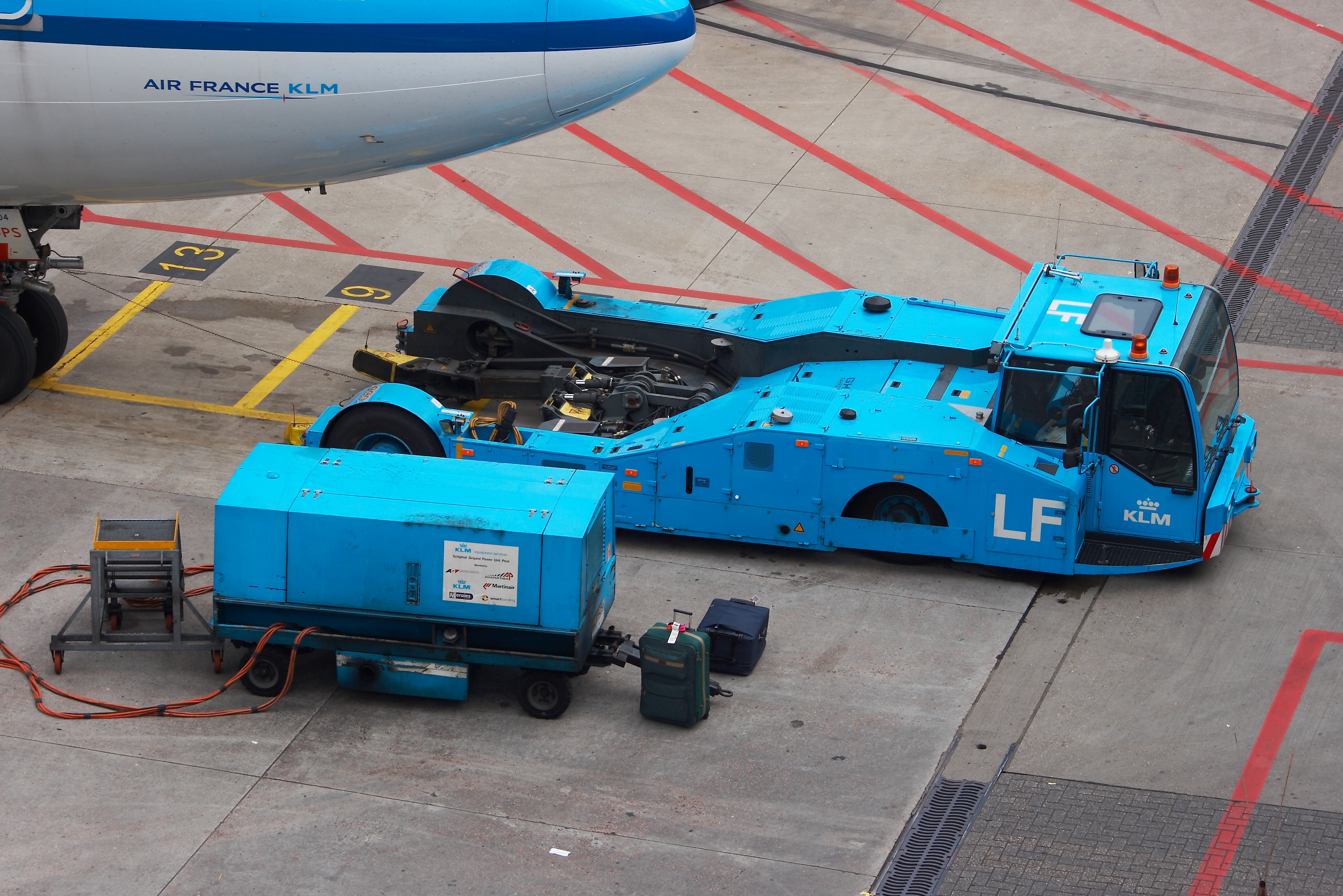
Ciągnik samolotowy bezdyszlowy i generator

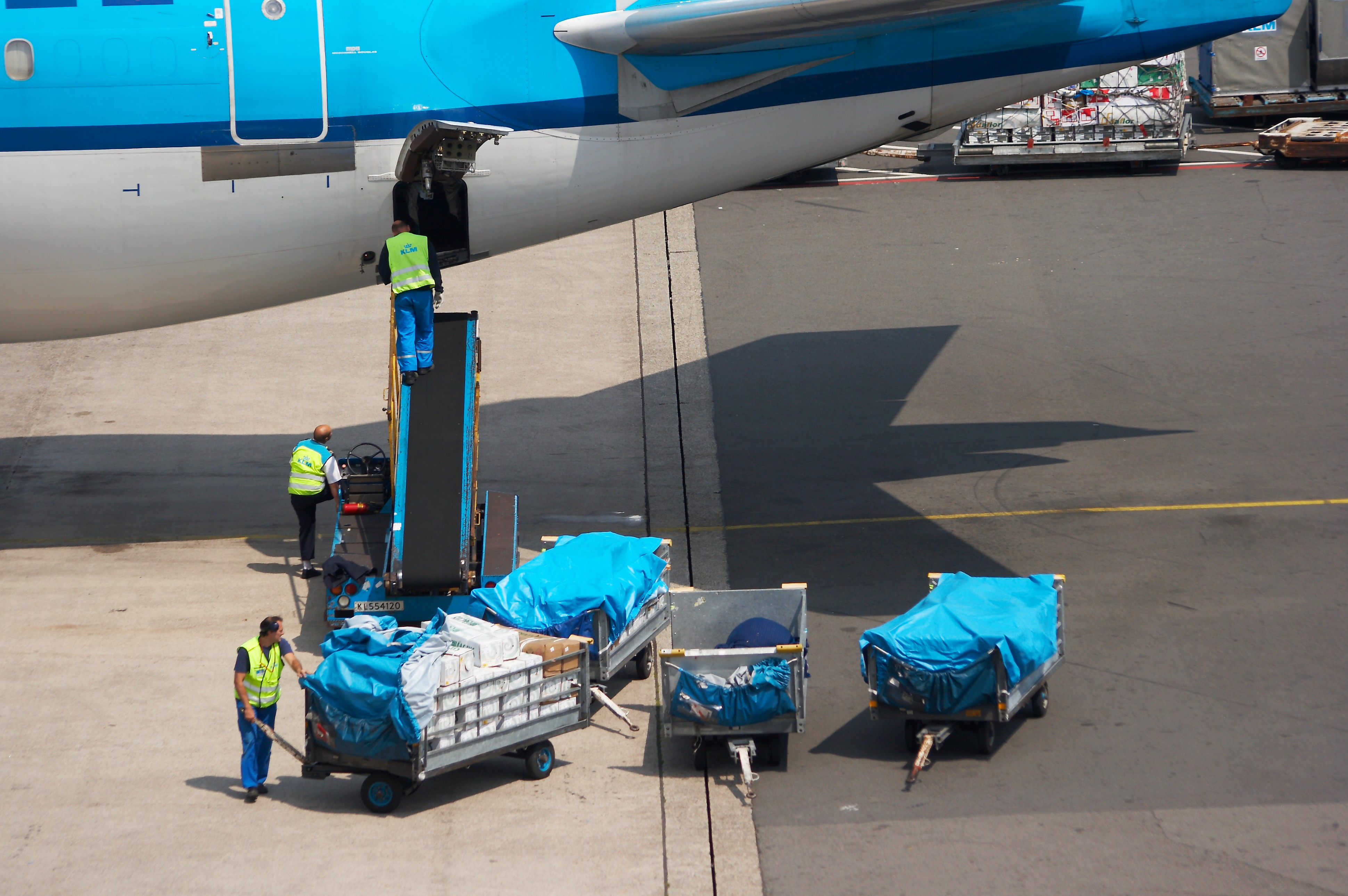
Wyładunek bagażu na wózki

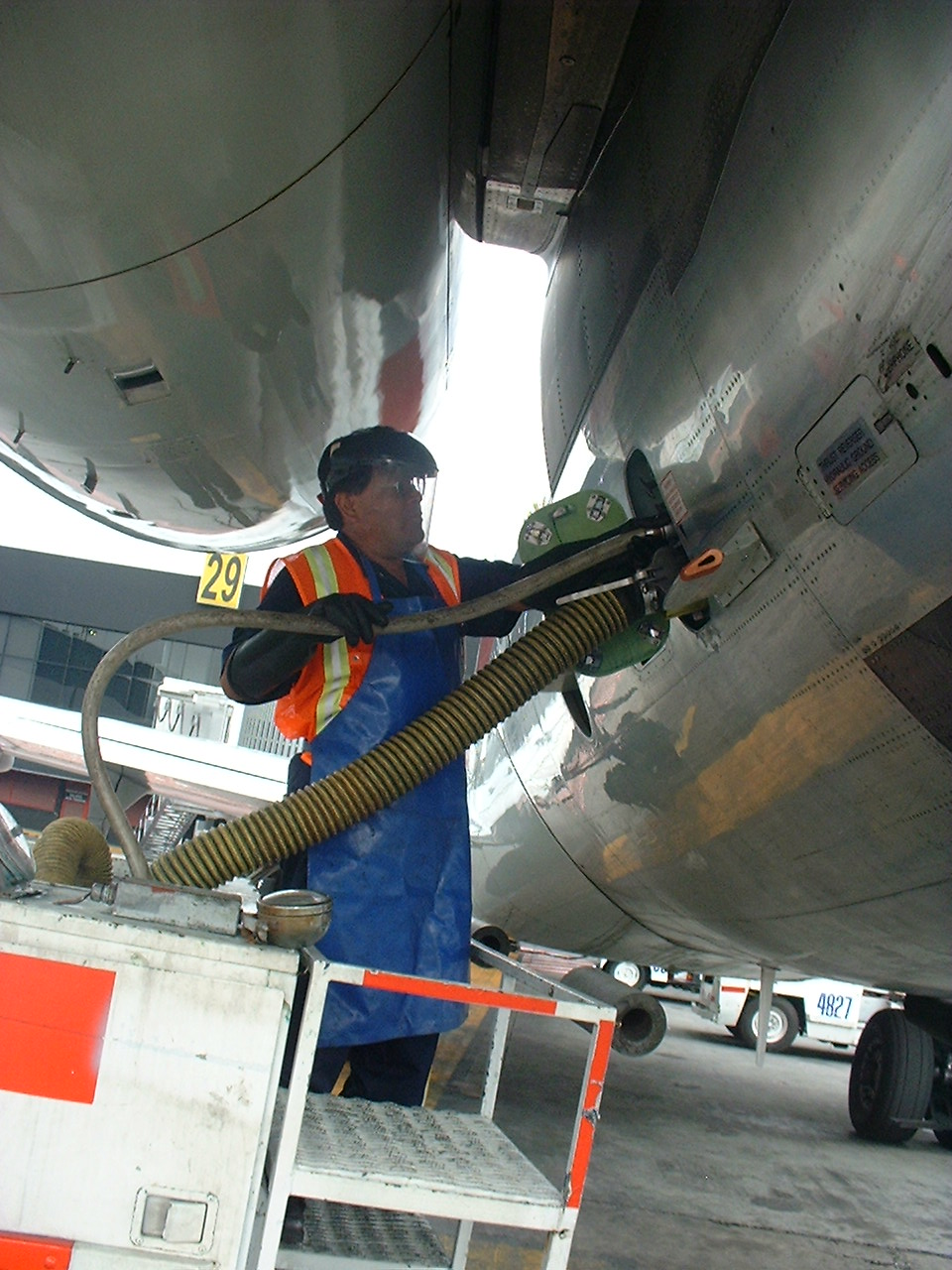
Odbiór odpadów z toalety

Obsługa naziemna (ang. ground handling) – usługi wykonywane w porcie lotniczym na rzecz przewoźników lotniczych użytkujących port lotniczy.

## Obsługa naziemna obejmuje następujące kategorie usług
1. ogólne usługi administracyjno-gospodarcze wykonywane w interesie użytkowników;
2. obsługę pasażerów;
3. obsługę bagażu;
4. obsługę ładunków (towarów i poczty);
5. obsługę płytową statków powietrznych;
6. obsługę kabinową statków powietrznych;
7. obsługę w zakresie zaopatrzenia statków powietrznych w paliwo, smary i inne materiały techniczne;
8. obsługę techniczno-administracyjną statków powietrznych;
9. obsługę operacyjną lotu i administracyjną załóg statków powietrznych;
10. transport naziemny pomiędzy statkiem powietrznym i dworcem lotniczym;
11. obsługę w zakresie sprzątania;
12. catering;
13. wypychanie statków powietrznych ze stanowisk postojowych oraz holowanie.

## Podmioty uprawnione do świadczenia usług obsługi naziemnej
1. zarządzający portem lotniczym – tj. podmiot administrujący i zarządzający infrastrukturą portu lotniczego, a także koordynujący i kontrolujący działalności różnych podmiotów działających w danym porcie lotniczym lub w danym systemie portowym, wykonywane w zależności od sytuacji oddzielnie lub w powiązaniu z inną działalnością, wpisany do rejestru lotnisk cywilnych i posiadający zezwolenie na wykonywanie działalności gospodarczej na lotniskach użytku publicznego w zakresie zarządzania lotniskiem;
2. agent obsługi naziemnej – tj. podmiot świadczący osobom trzecim jedną lub więcej kategorii usług obsługi naziemnej w porcie lotniczym i posiadający zezwolenie na wykonywanie działalności gospodarczej na lotniskach użytku publicznego w zakresie obsługi naziemnej statków powietrznych, ładunków, pasażerów i ich bagażu;
3. przewoźnika lotniczego w ramach własnej obsługi naziemnej (przez którą rozumie się wykonywanie we własnym zakresie przez użytkownika portu lotniczego jednej lub więcej kategorii usług obsługi naziemnej, polegających na obsłudze wyłącznie własnych statków powietrznych, załóg, pasażerów i ładunków, bez zawierania z osobą trzecią umowy na świadczenie takich usług, z tym że użytkownicy portu lotniczego nie są wobec siebie osobami trzecimi, jeżeli jeden posiada większość udziałów w innym lub pojedynczy podmiot posiada większość udziałów w każdym z nich)[2].

## Podstawowe obowiązki podmiotu świadczącego usługi obsługi naziemnej
1. w zakresie formalnoprawnym – posiadać ważne zezwolenie na wykonywanie działalności gospodarczej na lotniskach użytku publicznego w zakresie zarządzania lotniskiem albo obsługi naziemnej statków powietrznych, ładunków, pasażerów i ich bagażu[3], a w przypadku przewoźników lotniczych wykonujących własną obsługę naziemną ważną licencję na prowadzenie działalności w zakresie odpłatnego przewozu lotniczego pasażerów, poczty i/lub ładunku, na warunkach określonych w licencji na prowadzenie[4]
2. w zakresie rachunkowości prowadzić odrębną rachunkowość dotyczącą działalności w zakresie obsługi naziemnej od rachunkowości dotyczącej innej działalności[5];
3. w zakresie jakości – zapewnić odpowiedni poziom usług, ubezpieczenia, a także bezpieczeństwa, ochrony urządzeń, statków powietrznych, wyposażenia, osób oraz ochrony środowiska, potwierdzony certyfikatem, wydanym przez właściwy Organ Nadzoru Lotniczego[6].